# Pedro Pablo Kuczynski

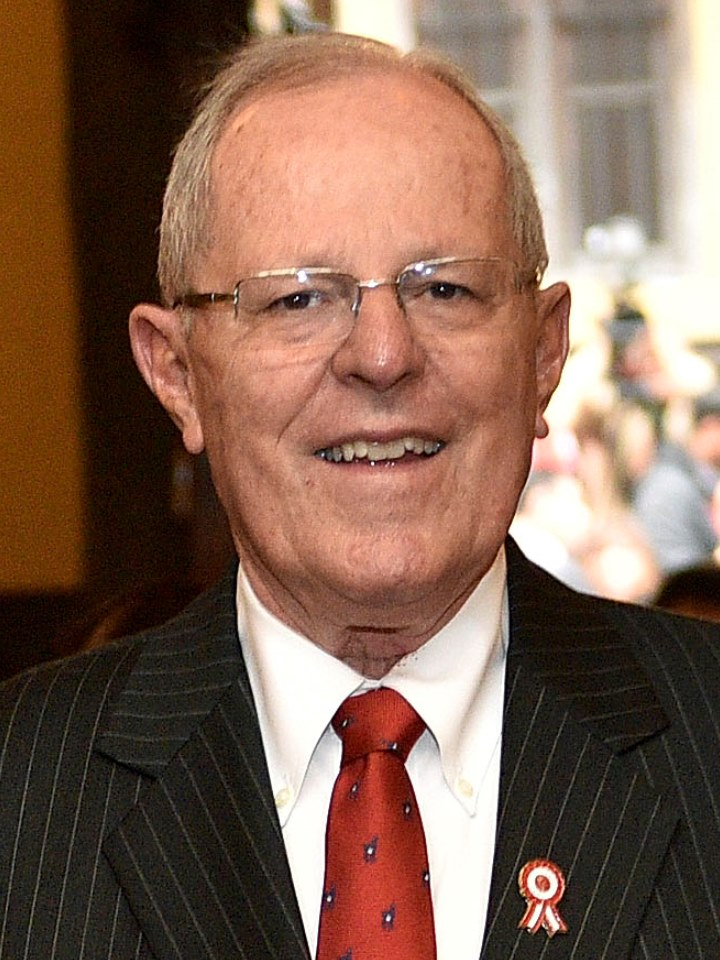
Pedro Pablo Kuczynski

Pedro Pablo Kuczynski Godard [ˈpeðɾo ˈpaβlo kuˈtʃinski ɣoˈðarð] (* 3. Oktober 1938 in Lima, Peru) ist ein peruanischer Politiker und Ökonom. In der peruanischen Öffentlichkeit wird er oft nur mit seinen Initialen PPK bezeichnet, die auch das Kürzel seiner Partei Peruanos Por el Kambio sind. Er ist dem wirtschaftsliberalen politischen Lager zuzurechnen. Von Juli 2016 bis zu seinem Rücktritt im März 2018 war er Staatspräsident seines Landes. Mit dem Rücktritt kam er einem geplanten Amtsenthebungsverfahren wegen Korruptionsvorwürfen zuvor.

## Leben

### Herkunft
Pedro Pablo Kuczynski ist der Sohn des in Berlin geborenen deutschen Mediziners Max Kuczynski und dessen schweizerischer Ehefrau Madeleine Godard, einer Lehrerin und Tante Jean-Luc Godards. Sein Vater litt nach der Machtergreifung des NS-Regimes wegen seiner jüdischen Herkunft unter Repressalien und floh im Sommer 1933 aus dem  Deutschen Reich nach Peru.

### Ausbildung
Seine Schulausbildung erhielt Kuczynski am Markham College in Lima sowie an der Rossall School im britischen Lancashire. Sein Studium an der Royal Academy of Music in London mit den Instrumenten Querflöte und Klavier schloss er nicht ab. Hingegen absolvierte er sein Studium in Philosophy, Politics and Economics (PPE) am Exeter College der University of Oxford in Großbritannien bis 1960 und machte danach seinen Master an der Princeton University in den USA. 1961 arbeitete er bei der Weltbank.

### Karriere in der Wirtschaft
1967 kehrte Kuczynski nach Peru zurück und arbeitete während der Regierung von Präsident Fernando Belaúnde Terry bei der Zentralbank (Banco Central de Reserva del Perú). Nach dem Militärputsch am 3. Oktober 1968 durch Juan Velasco Alvarado ging er ins Exil in die USA und arbeitete erneut für die Weltbank. 1973 bis 1975 war er Partner der US-amerikanischen Investmentbank Kuhn, Loeb & Co. in New York. 1975 wurde er Chefökonom der Internationalen Finanz-Corporation (IFC) in Washington, D.C. Anschließend wurde er zum Präsidenten von Halco Mining (Harvey Aluminium Company) mit Sitz in Pittsburgh ernannt, einem internationalen Konsortium von Bergbauunternehmen wie Alcoa und der Rio Tinto Group mit Betrieben in Guinea.

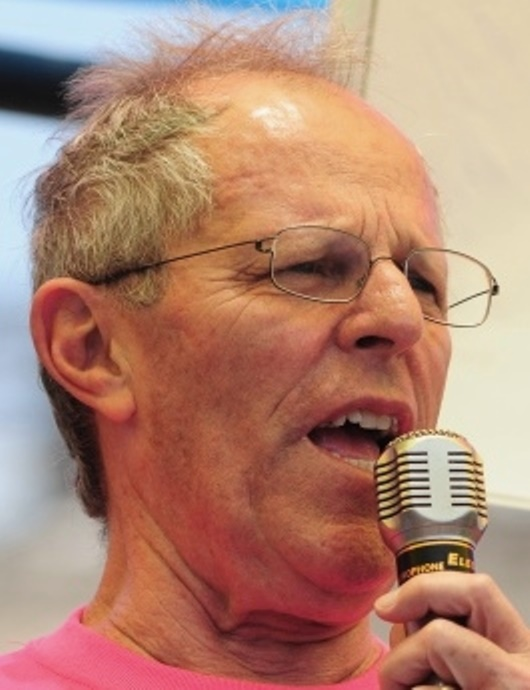
Pedro Pablo Kuczynski (2010)

1983 bis 1992 war er stellvertretender Vorsitzender der 1978 gegründeten First Boston Corporation in New York, einer internationalen Investmentbank. 
Im Juni 1988 nahm er an der Bilderberg-Konferenz in Telfs in Österreich teil.
1992 gründete Kuczynski mit sechs Partnern den Latin American Enterprise Fund (LAEF) mit Sitz in Miami. Die Beteiligungsgesellschaft konzentriert sich auf Investitionen in Mexiko sowie in Mittel- und Südamerika. 1995 beteiligte sich die Internationale Finanz-Corporation (IFC) mit 13 Prozent an dem Fonds. Zu den institutionellen Investoren gehören mehr als 15 der größten Universitätsstiftungen und Stiftungen der Welt sowie Pensionskassen. Daneben ist Kuczynski Direktor von verschiedenen Unternehmen in Peru und außerhalb. Er ist im Bundesstaat Florida auch eingetragener Mitbesitzer von Westfield Capital, einem Betreiber von Einkaufszentren. 
Er war zudem Vorstandsmitglied in einigen Unternehmen:
- von 1992 bis 1996 bei der Bank Credit Suisse First Boston (CSFB)
- von 1992 bis 1995 beim Eisen- und Stahlunternehmen Compañía de Acero del Pacífico (CAP) in Chile
- von 1995 bis 1996 beim US-amerikanischen Kupferproduzenten Magma Copper Company
- von 1996 bis 1999 bei Edelnor S.A. (Empresa Electrica Del Norte Grande) in Chile, einem Energieversorgungstochterunternehmen der französischen GDF Suez
- von 1996 bis 2001 bei dem japanischen Automobilhersteller Toyota Motor Corporation
- von 1996 bis 2001 beim argentinischen Stahlunternehmen Siderúrgica Argentina (Somisa)
- von 1983 bis 2001 beim US-Investmentunternehmen R.O.C. Taiwan Fund (heute: Taiwan Greater China Fund)
- von 2003 bis 2004 bei dem luxemburgischen Montanunternehmen Tenaris S.A.[9]
- von 2003 bis 2004 bei dem Bergbauunternehmen Southern Peru Copper Corporation, das 2004 an die Grupo México ging
- von 2007 bis 2016 beim argentinischen Stahlunternehmen Ternium.

### Politische Karriere
Nach dem Ende der Militärherrschaft in Peru war Kuczynski von 1980 bis 1982 während der zweiten Präsidentschaft Fernando Belaúnde Terrys Minister für Energie und Bergbau. 
Nach den Wahlen in Peru 2001 wurde Kuczynski von Alejandro Toledo in dessen Kabinett aufgenommen. Ihm wurde das Amt des Wirtschafts- und Finanzministers übergeben. Während seiner Amtszeit verzeichneten die peruanischen Brady Bonds ihren stärksten Kursanstieg seit 1998 und die peruanische Börse reagierte mit einem massiven Sprung nach oben. Unter Toledo war Kuczynski dann vom 14. August 2005 bis zum 28. Juli 2006 Premierminister von Peru und initiierte ein striktes Sparprogramm.
Er trat bei den Wahlen in Peru 2011 als parteiloser Kandidat des Mitte-rechts-Bündnisses Alianza por el Gran Cambio für das Präsidentenamt an. Dabei kündigte er an, im Falle seiner Wahl auf seine US-Staatsbürgerschaft zu verzichten. Er erhielt jedoch mit knapp 20 Prozent nur den drittgrößten Stimmenanteil und war deshalb nicht für die Stichwahl qualifiziert.
Bei den Präsidentschaftswahlen 2016 kandidierte er erneut. Diesmal trat er für die neugegründete liberal-konservative Partei Peruanos Por el Kambio („Peruaner für den Wandel“; das Wort „cambio“ wird bewusst falsch geschrieben, damit die Partei die gleichen Initialen wie ihr Kandidat hat) an. In der ersten Runde landete er mit 21 % hinter Keiko Fujimori, aber noch vor Verónika Mendoza auf dem zweiten Platz. Bei der Stichwahl am 5. Juni 2016 setzte er sich mit 50,12 Prozent der Stimmen gegen Keiko Fujimori durch. Kurz vor dem zweiten Wahlgang hatten sich Vertreter der politischen Linken wie Mendoza – trotz inhaltlicher Gegensätze – für Kuczynski als gegenüber Fujimori „kleineres Übel“ ausgesprochen. Er trat sein Amt am 28. Juli an. Eines seiner Hauptanliegen war der Kampf gegen die Korruption. Dazu erließ er zahlreiche Antikorruptions-Dekrete.
Schon Mitte September 2017 entzog das Parlament im Streit um die Entlassung des Erziehungsministers der Regierung das Vertrauen. Kuczynski musste dem Parlament innerhalb von drei Tagen eine neue Regierung präsentieren.
Am 15. Dezember 2017 leitete das Parlament wegen des Vorwurfes, Kuczynski habe sich in seiner Amtszeit als Wirtschaftsminister vom Odebrecht-Konzern bestechen lassen, ein Verfahren gegen den Präsidenten ein, das zu dessen Amtsenthebung (Feststellung der „vacancia presidencial“, der Vakanz des Präsidentenamtes) durch "moralischer Unfähigkeit" hätte führen können. Nach dem Eintreten in das Verfahren dank 93 Stimmen stimmten am 21. Dezember 2017 78 Abgeordnete dafür, Kuczynski abzusetzen. Damit wurde die erforderliche Zweidrittelmehrheit der Abgeordneten (87 Stimmen bei 130 Mitgliedern des Kongresses) verfehlt. Einige Tage später verkündete Kuczynski, den wegen Menschenrechtsverletzungen und Korruption verurteilten früheren Staatschef Alberto Fujimori aus humanitären Gründen zu begnadigen und damit vorzeitig aus der Haft zu entlassen. Daraufhin wurden Spekulationen laut, die Kuczynski einen ausgehandelten Deal mit der Fujimori-Familie unterstellten. Alberto Fujimoris Sohn Kenji hatte zu den zehn oppositionellen Abgeordneten gehört, die sich im Parlament der Stimme enthalten hatten. Zu den Odebrecht-Vorwürfen erklärte er, in seinem Leben nie korrupt gewesen zu sein und während der fraglichen Zeit als Minister der Toledo-Regierung die Führung von Westfield Capitals abgegeben zu haben und somit über deren Tätigkeiten im Einzelnen nicht im Bild gewesen zu sein.
Um einem Amtsenthebungsverfahren zuvorzukommen, legte Kuczynski sein Amt am 21. März 2018 nieder. Die Amtsgeschäfte wurden vom ersten Vizepräsidenten Martín Vizcarra übernommen.
Am 10. April 2019 wurde Kuczynski wegen des Verdachts der Bestechlichkeit verhaftet. Er ist bis zu einer gerichtlichen Entscheidung in Hausarrest. Dies kann in seinem Fall bis zu drei Jahre lang dauern.

### Persönliches
Kuczynski ist in zweiter Ehe verheiratet und hat drei Töchter sowie einen Sohn. Seine Tochter Alexandra Louise „Alex“ Kuczynski (* 1967) ist Redakteurin bei der New York Times.